# Ministero dell'istruzione, dell'università e della ricerca
Il Ministero dell'istruzione, dell'università e della ricerca (MIUR) era il dicastero del governo italiano preposto all'amministrazione dell'istruzione. 
Nato in ottemperanza alla riforma Bassanini per accorpamento del Ministero della pubblica istruzione e del Ministero dell'università e della ricerca, il dicastero è stato operativo dal 2001 al 2006 (governi Berlusconi II e III) e nuovamente dal 2008 al 2020 (governi Berlusconi IV, Monti, Letta, Renzi, Gentiloni e Conte I).
Fu scorporato nei due precedenti dicasteri una volta dal governo Prodi II (2006-2008) e una seconda volta dal governo Conte II (2020).

## Storia
La configurazione del ministero si ricollega alla riforma Bassanini, approvata dal governo D'Alema I mediante d.lgs. n. 300/1999. Tale riforma, nell'ambito di una più ampia riorganizzazione delle strutture ministeriali, provvide all'accorpamento del Ministero della pubblica istruzione e del Ministero dell'università e della ricerca scientifica e tecnologica (istituito dalla legge 9 maggio 1989 n. 168) e alla costituzione di un nuovo dicastero, il Ministero dell'istruzione, dell'università e della ricerca (MIUR). La riunificazione entrò in vigore nel 2001, con il governo Berlusconi II; nel 2006, tuttavia, il governo Prodi II stabilì un nuovo spacchettamento del ministero, tramite la ricostituzione del Ministero della pubblica istruzione e del Ministero dell'università e della ricerca.
Il ritorno alla struttura prevista dalla legge Bassanini fu disposto dalla legge 24 dicembre 2007 n. 244 (legge finanziaria per il 2008). Le due strutture ministeriali furono così di nuovo accorpate in unico dicastero, divenuto operativo nel 2008, con il governo Berlusconi IV.
Il 9 gennaio 2020 il governo Conte II dispose nuovamente lo scorporo del dicastero in Ministero dell'istruzione e Ministero dell'università e della ricerca.

## Funzioni
Secondo la legge d'istituzione, il ministero era responsabile dell'istruzione nelle scuole di ogni ordine e grado, sia pubbliche sia private (per queste ultime limitatamente ai programmi). Curava la vigilanza sulle istituzioni universitarie, dotate di forte autonomia per dettato costituzionale ex art. 33. Sovraintendeva alla ricerca dello Stato attraverso le apposite strutture. Tramite l'amministrazione centrale, programmava e orientava le politiche educative che poi venivano attuate e gestite localmente dagli Uffici regionali, dagli Uffici degli ambiti territoriali (UAT) e dalle singole istituzioni scolastiche. Il sito ufficiale del Miur era un punto di riferimento per le comunicazioni ufficiali. Ma altrettanto importante era il portale di Istanze on line. Quest'ultimo era un sito dedicato allo snellimento delle procedure amministrative.

## Organizzazione
Il ministero fu riorganizzato con il D.P.C.M. 11 febbraio 2014, n. 98, recante “Regolamento di organizzazione del Ministero dell'istruzione, dell'università e della ricerca".

### Uffici di supporto
Erano uffici di diretta collaborazione del Ministro:
- l'Ufficio di gabinetto
- la Segreteria del ministro
- il Segretario particolare del ministro
- l'Ufficio legislativo
- l'Ufficio stampa
- il Servizio di controllo interno
- la Segreteria tecnica del ministro
- Segreterie dei sottosegretari di Stato

I sottosegretari di Stato si avvalevano dell'Ufficio di gabinetto, dell'Ufficio legislativo e dell'Ufficio del consigliere diplomatico che opera presso l'Ufficio di gabinetto.

### Struttura centrale
Il MIUR era articolato in 3 Dipartimenti:
- Dipartimento per il sistema educativo di Istruzione e Formazione, suddiviso in 3 Direzioni generali:
  - Direzione generale per gli ordinamenti scolastici e la valutazione del sistema nazionale di istruzione
  - Direzione generale per il personale scolastico
  - Direzione generale per lo studente, l'integrazione e la partecipazione
- Dipartimento per la formazione superiore e per la ricerca, suddiviso in 3 Direzioni generali:
  - Direzione generale per la programmazione, il coordinamento e il finanziamento delle istituzioni della formazione superiore
  - Direzione generale per il coordinamento, la promozione e la valorizzazione della ricerca
  - Direzione generale per lo studente, lo sviluppo e l'internazionalizzazione della formazione superiore
- Dipartimento per la programmazione e la gestione delle risorse umane, finanziarie e strumentali, suddiviso in 3 Direzioni generali:
  - Direzione generale per le risorse umane e finanziarie
  - Direzione generale per i contratti, gli acquisti e per i sistemi informativi e la statistica
  - Direzione generale per interventi in materia di edilizia scolastica, per la gestione dei fondi strutturali per l'istruzione e per l'innovazione digitale

Erano presenti a livello centrale, vari organi, comitati o commissioni:
- CUN - Consiglio Universitario Nazionale. Organo elettivo di rappresentanza delle istituzioni autonome universitarie e consultivo del Ministro
- CSPI - Consiglio superiore della pubblica istruzione.

Garantiva a livello centrale la rappresentanza e partecipazione delle diverse componenti della scuola. Esprimeva pareri facoltativi esclusivamente su indirizzi in materia di politiche del personale della scuola su direttive del ministro e sugli obiettivi indirizzi e standard del sistema di istruzione e infine sulla organizzazione generale dell'istruzione. Le tematiche da sottoporre al consiglio erano determinate dal Presidente sentito l'Ufficio di Presidenza, proposte da almeno 5 consiglieri, vincolate all'approvazione del consiglio stesso.
- CNAM - Consiglio nazionale per l'alta formazione artistica e musicale. Organismo costituito con d.m. 5 luglio 2000 che esercita le competenze consultive in materia di alta formazione artistica e musicale, ai sensi della legge 508/99, concernente la riforma delle Accademie e dei Conservatori
- CNSU - Consiglio nazionale degli studenti universitari. Organo consultivo di rappresentanza degli studenti universitari
- CNPC - Consiglio nazionale dei presidenti delle consulte. Organo consultivo di rappresentanza degli studenti delle scuole superiori
- CEPR - Comitato di esperti per la politica della ricerca. Organo di consulenza per la politica della ricerca e per produrre studi sullo stato della ricerca, nazionale e internazionale
- CNVSU - Comitato nazionale per la valutazione del sistema universitario, previsto dall'art. 2 della legge 19 ottobre 1999 n. 370, e costituito con DM 4 aprile 2000, è subentrato all'Osservatorio per la valutazione del sistema universitario
- CIVR - Comitato di indirizzo per la valutazione della ricerca. Ha il compito di definire i criteri generali per le attività di valutazione dei risultati della ricerca e di promuovere la sperimentazione di nuove metodologie di valutazione, a sostegno della qualità della ricerca scientifica nazionale, ai sensi dell'art. 5 del d.lgs. 204/98, come modificato dal d.lgs. 381/98 e del quale il d.m. 24 novembre 1999 ha disciplinato l'organizzazione e il funzionamento
- Gruppo di lavoro congiunto CNAM-CUN. Costituito con d.m. 21 febbraio 2008, ha lo scopo di stabilire utili forme di reciproca e costante collaborazione tra i due sistemi di alta formazione ricercando ogni forma di sinergia istituzionale ed evidenziando le specificità dei due sistemi. Il Gruppo di lavoro è formato pariteticamente da sei componenti, di cui tre indicati dal Consiglio universitario nazionale (CUN) e tre dal Consiglio per l'alta formazione artistica e musicale (CNAM).

### Struttura territoriale
Il MIUR si articolava a livello periferico in diversi uffici:
- 18 Uffici scolastici regionali - USR. Costituiscono autonomi centri di responsabilità amministrativa, attuano le disposizioni dei Dipartimenti e svolgono il ruolo di diretto supporto e consulenza alle singole scuole, articolando i propri uffici sul territorio.
- 104 Uffici con competenza per ambiti territoriali - AT Dipendenti dagli USR, applicano le disposizioni degli uffici regionali e del ministero, quale presidio intermedio rispetto alle istituzioni scolastiche. Gli AT sono diffusi pressoché su tutto il territorio nazionale.

Sono fatte salve le disposizioni per le Regioni e Province autonome, ai sensi dell'art. 6 del d.P.R. 347/2000. In particolare, non erano presenti USR in Valle d'Aosta e in Trentino-Alto Adige. In Sicilia, seguitano ad applicarsi, per quanto concerne l'organizzazione dell'amministrazione scolastica, le disposizioni previste dai rispettivi statuti e relative norme di attuazione o in base ad essi adottate, in particolare, l'art. 9 del d.P.R. 14 maggio 1985, n. 246.

## Enti vigilati
Il MIUR vigilava sui seguenti enti:
- Agenzia Spaziale Italiana - ASI
- Area di Ricerca Scientifica e Tecnologica di Trieste - AREA Science Park;
- Consiglio Nazionale delle Ricerche - CNR;
- Istituto italiano di studi germanici;
- Istituto nazionale di astrofisica - INAF;
- Istituto nazionale di alta matematica "Francesco Severi" - INDAM;
- Istituto nazionale di fisica nucleare - INFN;
- Istituto nazionale di geofisica e vulcanologia - INGV;
- Istituto nazionale di oceanografia e di geofisica sperimentale - OGS;
- Istituto nazionale di ricerca metrologica - INRIM;
- Museo storico della fisica e Centro di studi e ricerche "Enrico Fermi";
- Stazione zoologica Anton Dohrn;
- Istituto nazionale per la valutazione del sistema educativo di istruzione e di formazione - Istituto INVALSI; [1]
- Istituto nazionale di documentazione innovazione e ricerca educativa - INDIRE. [2]
- Istituto Statale per Sordi di Roma (ISSR)

## Elenco dei ministri
Seguono gli elenchi con i nominativi di tutti i Ministri dell'istruzione, compresi quelli accorpati cui si può accedere tramite appositi collegamenti, dal Governo Cavour, il primo dall'Unità d'Italia, ad oggi.
1861-1946:

1946-2001; 2006-2008; dal 2020:

2001-2006; 2008-2020: